# Heloiza Pereira
Heloiza Pereira (ur. 2 listopada 1990 w Belo Horizonte) – brazylijska siatkarka, grająca na pozycji atakującej. Od sezonu 2019/2020 występuje we francuskiej drużynie Municipal Olympique Mougins VB.

## Sukcesy klubowe
Klubowe Mistrzostwa Świata:
- 2017
- 2011

Mistrzostwo Brazylii:
- 2012, 2017

Superpuchar Brazylii:
- 2016

Puchar Brazylii:
- 2017

Klubowe Mistrzostwa Ameryki Południowej:
- 2017